# Der Traumgörge
Der Traumgörge (Görge el soñador) es una ópera en dos actos y un epílogo con música de Alexander von Zemlinsky y libreto de Leo Feld. Zemlinsky empezó a componerla en 1904 y la terminó en 1906. En 1907, el mismo año que Der Traumgörge fue programada, Mahler contrató a Zemlinsky como director ayudante, pero después de que Mahler dimitió su sucesor, Felix Weingartner, quitó Der Traumgörge de la programación, incluso aunque la obra ya había sido ensayada.  Zemlinsky se dedicó a otros proyectos y pensó que la obra necesitó revisiones. Los materiales originales se descubrieron en los archivos de la Ópera estatal de Viena en los años 1970, un período de renovado interés en la música de Zemlinsky. Esto llevó a que la ópera se estrenara con retraso en Núremberg, el 11 de octubre de 1980.
Es una ópera actualmente poco representada; en las estadísticas de Operabase aparece con sólo 2 representaciones en el período 2005-2010.

## Personajes
| Personaje           | Tesitura     | Reparto del estreno 11 de octubre de 1980 (Director: Hans Gierster) |
| ------------------- | ------------ | ------------------------------------------------------------------- |
| Gertraud            | soprano      | Johanna-Lotte Fecht                                                 |
| Grete               | soprano      | Sharon Markovich                                                    |
| Görge               | tenor        | Karl-Heinz Thiemann                                                 |
| Hans                | barítono     | Peter Weber                                                         |
| Kaspar              | barítono     | Andreas Förster                                                     |
| Marei               | soprano      | Ursula Wendt-Walther                                                |
| Matthes             | bajo         |                                                                     |
| Züngl               | tenor        | Wilhelm Teepe                                                       |
| Princesa            | soprano      | Johanna-Lotte Fecht                                                 |
| El molinero         | bajo         |                                                                     |
| El pastor           | bajo         |                                                                     |
| Una voz             | mezzosoprano |                                                                     |
| Posadero            | tenor        |                                                                     |
| Esposa del posadero | soprano      | Elizabeth Kingdon                                                   |